# 建築物における衛生的環境の確保に関する法律
建築物における衛生的環境の確保に関する法律（けんちくぶつにおけるえいせいてきかんきょうのかくほにかんするほうりつ、昭和45年4月14日法律第20号）は、多数の者が使用し、または利用する建築物の維持管理に関し環境衛生上必要な事項等を定めることにより、その建築物における衛生的な環境の確保を図り、もって公衆衛生の向上および増進に資すること（第1条）に関する法律である。建築物衛生法やビル管理法と呼ばれる。
1970年4月14日に公布した。下位法令に建築物における衛生的環境の確保に関する法律施行令（昭和45年政令第304号）、建築物における衛生的環境の確保に関する法律施行規則（昭和64年厚生省令第2号）がある。以下、本項で言及する場合はそれぞれ令、規則と表記する。

## 概要
法制定当初は建築物の高層化、大型化とともにその数も益々増加する傾向にあった。しかしながら、従来これらの建築物における環境衛生上の維持管理については、必ずしも十分な配慮が払われていたとはいえず、空気調和設備や給排水設備の管理の不適による生理的障害や伝染性疾患の発生、ねずみ、こん虫等の発生、その他環境衛生上好ましくない事例も指摘されてきた。このような実情にかんがみ、多数の者が使用し、又は利用する建築物の維持管理に関し環境衛生上必要な事項を定め、その建築物における衛生的な環境の確保を図り、公衆衛生の向上及び増進に資するため、本法が制定されたものである。
興行場、百貨店、店舗、事務所、学校等の用に供される建築物で、相当程度の規模を有するものを「特定建築物」と定義し、その特定建築物の所有者、占有者等に対して、「建築物環境衛生管理基準」に従って維持管理をすることを義務づけ、厚生労働大臣の免状を持つ「建築物環境衛生管理技術者」にその維持管理の監督に当たらせることを義務付けられている。
また都道府県知事・保健所設置市の市長は、法律の施行に関し必要があると認めるときには、特定建築物の管理権原者に対し必要な報告をさせたり、環境衛生監視員に特定建築物に立ち入らせ、その設備・帳簿書類・その他の物件・維持管理の状況検査や関係者に関係者に質問することができ、建築物環境衛生管理基準に従って維持管理が行われず、人々の健康を損ないまたはその恐れがあるなど環境衛生上著しく不適当であると認められるときには、その特定建築物の管理権原者に対し、維持管理の方法の改善・その他必要な措置を命令、または、当該事態がなくなるまでの間、特定建築物の一部・あるいは関係設備の使用の制限・停止（罰則規定あり）をすることができるとされている。
従来は興行場法、旅館業法等の営業取締法規に基づく衛生措置の規制、労働基準法に基づく労働衛生面の規制、学校保健法に基づく学校環境衛生の維持等を除いては、建築物内の環境衛生の確保に関する一般的な法規制を欠いており、そのため環境衛生上の配慮に欠けていた状況にかんがみ、建築物の環境衛生上の維持管理に関する一般法としての性格を持つ本法が制定されたものである。また、その規定内容についても、維持管理に関して直接的な規制を行なうというよりはむしろ、環境衛生上良好な状態の実現をめざすことに重点を置いている点に本法の特色がある。
このように、本法は建築物衛生行政に一般的な法律的根拠を与えたものであり、建築物衛生行政における基本法としての性格をもち、その運用の適否は建築物における生活環境の改善に影響するところがきわめて大きい。

## 構成
- 第1章 - 総則（第1条〜第3条）
- 第2章 - 特定建築物等の維持管理（第4条〜第12条）
- 第3章 - 建築物における衛生的環境の確保に関する事業の登録（第12条の3〜第12条の5）
- 第4章 - 登録業者等の団体の指定（第12条の6〜第12条の9）
- 第5章 - 雑則（第12条の10〜第14条）
- 第6章 - 罰則（第14条の2〜第18条）

## 特定建築物の定義（第2条）
この法律で特定建築物とは百貨店、店舗、事務所、学校など多数のものが利用・使用する、維持管理に環境衛生上配慮が必要な規模の建築物をいう（2条第1項）。特定建築物とする建物の具体的な用途(特定用途という)や、その用途に使用される床面積の基準は令1条に定められる（同第2項）。内容は次の通り。
次の用途に使用される床面積の合計が3000平方メートル以上
1. 興行場、百貨店、集会場、図書館、博物館、美術館、遊技場
2. 店舗、事務所
3. 下記の第一条学校等以外の学校（研修所を含む。）
4. 旅館

次の用途に使用される床面積の合計が8000平方メートル以上
1. 学校教育法第一条に規定する学校（幼稚園、小学校、中学校、義務教育学校、高等学校、中等教育学校、特別支援学校、大学および高等専門学校）
2. 認定こども園設置法第二条第七項に規定する幼保連携型認定こども園

## 建築物環境衛生管理基準（第4条）
特定建築物の維持管理について権原を有するもの（維持管理権原者）は、令第2条で定める建築物環境衛生管理基準に従った管理を行うこと（4条第1項）が義務付けられている。この建築物環境衛生管理基準には空気環境の調整、給水及び排水の管理、清掃、ねずみ、昆虫等の防除その他環境衛生上良好な状態を維持するのに必要な措置についての定めが含まれている（同第2項）。また特定建築物以外の建築物についても、この基準に準じた管理をするよう努めなければならないとされる（同第3項）。

### 粉じん計登録較正機関
建築物環境衛生管理基準に規定される空気環境に関する基準のうち、浮遊粉じんの量の測定に使用する浮遊粉じん計は、1年に1回、厚生労働大臣の登録を受けた機関による較正を受けなければならないとされる（規則3条の2第1号表第1号）。較正の事業を始めようとするものは規則3条の3第2項の事項を記載した申請書に同第3項の書類を添付して、厚生労働大臣に申請を行う。登録基準の定めは規則3条の5に、欠格事項は3条の4に規定される。また5年毎に更新を受けなければ登録はその効力を失う（規則第3条の6）。その他、規則3条の7から3条の17にも登録較正機関についての定めがある。現在の登録機関は公益財団法人日本建築衛生管理教育センター三田分室労働安全衛生法関係の粉じん障害防止規則に定められた粉じん計登録較正機関とは業種が異なる。

## 建築物環境衛生管理技術者
建築物の衛生環境を維持向上させ、設備の維持管理を行う専門的な知識と技術を持つ者として、本法で国家資格として定められている。特定建築物等の維持管理が適正に行われるよう監督することが、建築物環境衛生管理技術者の職務とされる。厚生労働大臣が交付する建築物環境衛生管理技術者の免状の取得方法は次の２つ。
1. 規則に定められる受講資格を持つものが、厚生労働大臣の登録を受けた者が行う講習を修了すること（7条第1項第1号）。詳細は建築物環境衛生管理技術者#建築物環境衛生管理技術者講習会を参照。
2. 規則に定められる受験資格を持つものが、建築物環境衛生管理技術者試験に合格すること（同第2号）。詳細は建築物環境衛生管理技術者#国家試験を参照。

### 建築物環境衛生管理技術者の選任（第6条）
特定建築物所有者は、特定建築物の環境衛生上の管理が適正に行われるよう建築物環境衛生管理技術者国家資格を有するものから一人、建築物環境衛生管理技術者を専任しなければならない（6条第1項）。専任された建築物環境衛生管理技術者は、建築物環境衛生管理基準に従って適切に建築物を管理する上で必要なら所有者や維持管理権原者に意見を述べる事ができ、所有者等はその意見を尊重しなければならないとされる（同第2項）。

### 欠格事由
次のような場合は厚生労働大臣は建築物環境衛生管理技術者の免状を交付しないことができる。（7条第2項）
一　免状の返納を命じられて1年を経過しないもの
二　本法の規定に違反し罰金刑に処され、罰金を納付してから2年を経過しないもの
免状を取得しているものが本法の処分に違反した場合、厚生労働大臣は免状の返納を命じることができる（同第3項）。例えば第11条第1項関係の立ち入り調査を妨げたり、虚偽の答弁をした場合などが考えられる。返納を命じるのは厚生労働大臣ではあるが、都道府県の保健所等は各建築物の管理状況について具体的な状況を把握しているため、建築物環境衛生管理技術者の免状を返納しなければならない事態が起こった際は、その旨を厚生労働大臣に申し出なければならない（同第4項）。その他、氏名変更などによる免状の書き換え交付や、亡失時の再交付などの具体的な定めは政令や省令に委任される（同第5項）。

### 登録講習機関（第7条の2～16）
7条第1項第1号の講習会を行う事業を開始しようとする者は、厚生労働大臣に申請を行うことで厚生労働大臣の登録を受けた者（登録講習機関）となることができる。規則14条第1項に申請の方法、同第2項に添付書類についての定めがある。7条の３には登録を受ける際の欠格条項について規定される。7条の4には登録基準についての規定があり、内容は、第1項第1号別表に実施される講習の科目と時間について、第2号に人的要件（講師となる者の知識経験）が定められる。第2項には登録講習機関は講習機関登録簿に記載されることについて定められている。その他、７条の５から16までにも登録講習機関についての定めがある。現在の登録講習機関は公益財団法人日本建築衛生管理教育センターのみ。

### 建築物環境衛生管理技術者試験（第8条）
建築物環境衛生管理技術者試験は、建物の環境衛生の維持管理に関する知識についての試験で（第8条第1項）、厚生労働大臣（厚生労働省）が行うこととされる（同第2項）が、その業務の一部または全部を指定試験機関に委託することもできる（同第3項）。現在の指定試験機関は日本建築衛生管理教育センター。受験資格は2年の実務経験であり実務の内容は規則15条に定められる（第5項）。

### 建築物環境衛生管理技術者試験委員会（第9条）
試験事務を厚生労働省が行う場合は、省内に建築物環境衛生管理技術者試験委員を置くこととされる（第9条第1項）。委員は、厚生労働省の職員や外部の学識経験者から、厚生労働大臣が任命する（同第2項）。委員の数は30人以内（令6条第1項）で任期は2年（同第2項）。

### 指定試験機関についての規定（第9条の2～15）
指定試験機関となる者は厚生労働大臣に申請を行うこととされる（第9条の2第1項）。指定試験機関になれるのは1者（1法人）のみ。指定をされる為には、一般社団法人または一般財団法人であり、試験を適正かつ確実に実施できると認定するために定められた、各要件を満たす者でなければならない（同第2項）。この要件は規則19条の2各号に定められる。規則19条第1項に申請の方法、同第2項に添付書類についての定めがある。その他、第9条の３から第9条の15に指定試験機関に関する規定や試験に関する規定がある。

## 帳簿類の備え付け（第10条）
特定建築物の所有者等は、環境衛生上必要な書類を当該特定建築物に保管しておかなければならない。保管する書類は令20条第1項に規定される下記の書類。保管期限は、１と４は5年、2と３は無期限（同第2項）。
1. 空気環境の調整、給水及び排水の管理、清掃並びにねずみ等の防除の状況（これらの措置に関する測定又は検査の結果並びに当該措置に関する設備の点検及び整備の状況を含む。）を記載した帳簿書類（令20条第1項第1号）
2. 特定建築物の平面図、断面図、特定建築物の空調設備・給排水設備の配置図及び系統図（同第2号）
3. 第五条第二項に規定された建築物環境衛生管理技術者の兼務に関する確認の結果（同条第四項の規定による意見の聴取を行った場合は当該意見の内容を含む。）を記載した書面（確認書）（同第3号）
4. その他当該特定建築物の維持管理に関し環境衛生上必要な事項を記載した帳簿書類（同第4号）

## 建築物における衛生的環境の確保に関する事業の登録制度（第12条の2～5、10）
建築物の衛生環境を確保するためには、維持管理に携わる事業者が適切にその業務を遂行することが重要である。これらの業者が法律で定められた一定の、人的要件・物的要件・その他の要件、を充足していることを要件とする登録制度が定められている。人的要件とは従事者の資格に関する基準、物的要件とは器具設備に関する基準、その他の基準とは作業の方法や機械器具の維持管理方法などに関する基準である。登録は都道府県ごとに行う。登録を受けた事業者は前述の要件を充足した登録業者であることを表示して、事業を行うことができる。登録業者以外が登録業またはそれに類似する表示を行うことは禁止されている（12条の10）。ただし建築物の維持管理の事業を行うこと自体に制限はなく、登録を行わなくても事業を行うことができる。
登録を受けることのできる事業は次の8業種（12条の2第1項）
| 登録の表示（12条の3）        | 事業 | 備考              |
| ---------------------------- | --- | ----------------- |
| 建築物清掃業                 | 建築物内の清掃を行う事業 | 12条の2第1項第1号 |
| 建築物空気環境測定業         | 建築物内の空気環境の測定を行う事業 | 同第2号           |
| 建築物空気調和用ダクト清掃業 | 建築物の空気調和用ダクトの清掃を行う事業 | 同第3号           |
| 建築物飲料水水質検査業       | 建築物における飲料水についての検査を行う事業 | 同第4号           |
| 建築物飲料水貯水槽清掃業     | 建築物の飲料水貯水槽の清掃を行う事業 | 同第5号           |
| 建築物排水管清掃業           | 建築物の排水管の清掃を行う事業 | 同第6号           |
| 建築物ねずみ昆虫等防除業     | 建築物内において、ねずみ昆虫等、人の健康を損なうおそれのある動物（規則23条）の防除を行う事業 | 同第7号           |
| 建築物環境衛生総合管理業     | 建築物における清掃、空気環境の調整（空気調和設備及び機械換気設備の運転、日常的な点検及び補修）及び空気環境の測定、給水及び排水の管理（給水及び排水に関する設備の運転、日常的な点検及び補修）、並びに飲料水の水質検査（給水栓における水に含まれる遊離残留塩素の検査並びに給水栓における水の色、濁り、臭い及び味の検査）、その他特定建築物の衛生的環境の維持管理に必要な程度のもの（規則24条）を併せ行う事業 | 同第8号           |

## 指定団体（第12条の6〜9）
建築物の衛生的環境の維持管理に係る事業の登録制度を補助するものとして、厚生労働大臣は12条の2各号の区分ごとに、登録業者の業務の改善向上のための団体を指定することができる（12条の6第1項）。この団体を指定団体といい、次の各号の事業を全国的に行う。
1. 業務を適正に行うため必要な技術上の基準の設定（12条の6第2項第1号）。
2. 登録業者の求めに応じて行う業務の指導（同第2号）。
3. 登録業者の従業員を対象とした、業務に必要な知識及び技能についての研修（同第3号）。
4. 登録業者の従業員の福利厚生（同第4号）。

現在４区分についての指定団体が存在する。

## 報告、監視

### 保健所の業務（第3条）
保健所は特定建築物やそれ以外で多数の者が利用・使用する建物の維持管理について、環境衛生上正しい知識の普及に努め（3条第1項）、環境衛生上の相談に応じ、指導を行うこと（同第2項）。

### 立ち入り検査（第11条）
都道府県知事等は、必要があると認める場合は、特定建築物の所有者等に対し、必要な報告をさせることができる。また必要があると認める場合は、当該特定建築物を、職員に立ち入り調査させることができる。この職権を行う職員は環境衛生監視員とする（規則21条）。この職権を行う場合その身分を示す証明書を携帯しなければならない（11条第2項で準用する7条の15第2項）。この職権は犯罪調査のためのものと解してはならない（11条第2項で準用する7条の15第3項）。
この規定は特定建築物が国や地方公共団体といった公共の物であった場合には適用しない（13条第1項）。ただし都道府県知事等は、必要に応じて、公共の特定建築物を管理する国または地方公共団体の機関や、管理の委任を受けた者対して、資料の提出や必要な説明を求めることはできる（13条第2項）。

### 改善命令（第12条）
上記の立ち入り検査を行った場合で、その特定建築物が4条の「建築物環境衛生管理基準に従って行われておらず」、かつ、「人の健康を損なう、あるいはその恐れがあるような、環境衛生上不適当な事態となっている」ことを、立ち入りした職員が認める場合は、改善措置をとるよう所有者等に命じることができる。またはその不適当な事態が無くなるまでの間、特定建築物の使用を制限し、または停止することができる。
特定建築物が国や地方公共団体といった公共の物であった場合はこの規程は適用しない。ただし公共の特定建築物が、環境衛生上不適当な事態であることが認められた場合、都道府県知事等はその旨を国または地方公共団体の機関の長に通知し、改善を勧告することができる（13条第3項）。

## 罰則
14条の２第1項、14条の４には登録講習機関関係の罰則が、14条の２第2項、14条の３、15条、第18条第2項には指定試験機関関係の罰則が定められている。

### 所有者等への罰則（第16条）
次のいずれかに該当するものは、30万円以下の罰金に処される。
- 第5条関係 - 特定建築物の届け出をしなかったり虚偽の届け出をしたもの。（第16条第1号）
- 第6条第1項関係 - 建築物環境衛生管理技術者の選任をしなかったもの。（同第2号）
- 第10条関係 - 環境衛生上必要な事項を記載した帳簿書類を保管しなかったもの、帳簿類を作成していないもの、虚偽の情報を記載したもの（同第３号）。
- 第11条第1項関係 - 都道府県知事等の求めに応じた報告を行わず、また虚偽の報告をしたもの。担当職員の立ち入りを拒否したり妨げたり、虚偽の答弁を行ったりしたもの（同第4号）。
- 第12条関係 - 都道府県知事等からの改善命令や特定建築物の使用停止・制限措置に違反したもの（同第5号）。[15]

法人の代表者、代理人、従業者、使用人が違反した場合その行為者と、所有者等にあたる法人あるいは個人と、双方対して罰則を適用する（第17条）

### 指定団体への罰則
次のいずれかに該当するものは、30万円以下の罰金に処される。
- 第12条の5第1項関係 - 都道府県知事等の求めに応じた報告を行わず、また虚偽の報告をしたもの。担当職員の立ち入りを拒否したり妨げたり、虚偽の答弁を行ったりしたもの（第16条第4号）。
- 第12条の7関係 - 改善命令に違反したもの（同第6号）。[15]

建築物所有者等と同様に法人の代表者、代理人、従業者、使用人が違反した場合、行為者と指定団体に罰則を適用する。（第17条）

### 建築物環境衛生管理技術者への罰則
次に該当する者は、10万円以下の過料に処される。
- 第7条第3項関係 - 免状の返納命令に対して、免状を返納しなかったもの。（第18号第1号）

### その他
- 第12条の2第1項各号に掲げる事業の登録を受けずに、第12条の3に規定する表示を行ったもの。（第18号第３号）

## 沿革

### 平成14年改正
建築物における衛生的環境の確保に関する法律施行令の一部を改正する政令(平成14年政令第309号)、建築物における衛生的環境の確保に関する法律施行規則の一部を改正する省令(平成14年厚生労働省令第156号)がそれぞれ交付。特定建築物の対象範囲が見直され、10％除外規定が廃止された。改正以前は専ら特定用途以外の用途で使用される部分が、延べ面積の10パーセントを超える場合、特定建築物の対象としていなかったが、改正以後はこのような建物も特定建築物とすることとした。また建築物環境衛生管理基準が大幅に見直され、基準を適用する対象に「中央管理方式以外の空気調和設備」および「機械換気設備」を追加、ホルムアルデヒドの量の基準、病原体による汚染防止の措置、供給する飲用水は水道法の基準に適合することとしたこと、大掃除の頻度の基準、IPMに準じたねずみ等の防除に関する事項などが追加された。

### 平成22年改正
特定建築物の届出事項に維持管理権原者の氏名・所在地等が追加された。